# Michael Krebber
Michael Krebber (* 26. April 1954 in Köln, lebt und arbeitet in New York City und Köln) studierte in den 1970er Jahren an der Akademie der Bildenden Künste in Karlsruhe Malerei (bei Markus Lüpertz und Georg Baselitz). 1979–1980 Assistent von Georg Baselitz. 1986–1987 Assistent von Martin Kippenberger. 2002–2016 Professor an der Städelschule in Frankfurt am Main.
Michael Krebber ist seit 1992 mit Cosima von Bonin verheiratet.
2015 wurde Michael Krebber der Wolfgang-Hahn-Preis des Museum Ludwig in Köln verliehen.
Michael Krebber wird vertreten von den Galerien Galerie Buchholz, Köln, Berlin und New York; Chantal Crousel, Paris; dépendance, Brüssel; Greene Naftali Gallery, New York; Maureen Paley, London.

## Ausstellungen
Einzelausstellungen in Institutionen von Michael Krebber fanden unter anderem statt in der Kunsthalle Bern (2017); Museu de Arte Contemporânea de Serralves, Porto (2016); Musée d’Art Contemporain, Bordeaux (2012); Kölnischer Kunstverein, Köln (2008); Secession, Wien; Kunstverein Braunschweig / Städtische Galerie Wolfsburg (2000); Villa Arson, Nizza (1997).